# Wally West
Wallace Rudolph "Wally" West is een personage uit de strips van DC Comics. Hij was de eerste superheld met de naam “Kid Flash” en de derde met de naam Flash. Hij werd bedacht door John Broome en Carmine Infantino. Hij maakte zijn debuut in The Flash Vol. 1 #110.

## Biografie

### Kid Flash
Toen Wally 8 jaar oud was droomde hij er al van om ooit te worden zoals zijn oom, Barry Allen. Op zijn tiende bezocht Wally het laboratorium waar Barry Allen het ongeluk kreeg dat hem tot 'de Flash' maakte. Het vreemde ongeluk herhaalde zichzelf en Wally werd eveneens blootgesteld aan de dosis chemicaliën.
Wally beschikte nu over dezelfde krachten als Flash. Hij nam de identiteit van Kid Flash aan en werd de helper van zijn oom. Tevens was hij een oprichter van de Teen Titans.

### Flash
Als jonge volwassene ontdekte Wally dat zijn krachten zijn lichaam aan begonnen te tasten. Hij besloot zich terug te trekken van het superheldenbestaan tot er een genezing kon worden gevonden. Toen Barry Allen omkwam tijdens de Crisis on Infinite Earths verhaallijn, werd Wally toch weer opgeroepen. Wally’s krachten stabiliseerden zich dankzij de energie waar hij tijdens de crisis aan werd blootgesteld, waarna hij Barry’s plaats als The Flash innam. In tegenstelling tot Barry deed Wally geen moeite zijn ware identiteit te verbergen.
Wally was minder getalenteerd dan zijn oom. Zijn topsnelheid lag bij geluidssnelheid en hij moest veel eten vanwege zijn versnelde stofwisseling. Ondanks deze handicaps bleek hij een goede held. Hij werd lid van de Justice League en won een fortuin in de loterij.
In de loop der jaren ontdekte Wally meer over zijn krachten. Hij ontdekte dat zijn oom en alle andere superhelden met bovenmenselijke snelheid hun energie kregen van de 'Speed Force'. Wally slaagde erin toegang tot de speedforce te krijgen, waardoor zijn krachten enorm werden versterkt. Wally besloot zich expres in te houden om zo minder goed te lijken dan zijn oom. Hij was namelijk bang dat hij anders zijn oom geheel zou vervangen en men Barry Allen zou vergeten. Toen de eerste Reverse-Flash (Eobard Thawne) zich voor begon te doen als Barry om zo diens reputatie te beschadigen, gebruikte Wally voor het eerst zijn krachten op vol vermogen. Op vol vermogen beschikte Wally over dezelfde krachten als zijn oom en meer. Zo ontdekte hij hoe hij snelheid kon “stelen” van andere mensen om zelf tijdelijk sneller te worden.
West trouwde uiteindelijk met zijn vriendin Linda Park. Samen zouden ze twee kinderen krijgen, maar door toedoen van Zoom (die net als iedereen op de hoogte was van Flash’ ware identiteit) werden de kinderen dood geboren. Wally kreeg spijt van het feit dat hij zijn identiteit nooit had verborgen. Met behulp van Hal Jordan, die nu het wezen The Spectre was, wiste hij de herinneringen aan zijn ware identiteit bij iedereen uit. Door een fout vergat ook Wally zijn dubbele identiteit, totdat Batman hem alles hielp herinneren. Wally gebruikte naderhand zijn gave om door de tijd de reizen om zo Zoom ervan te weerhouden Linda aan te vallen. Dit lukte en daardoor werden Wally’s volgende kinderen wel levend geboren.
Wally deed een tijdje afstand van zijn heldenleven om meer tijd met zijn gezin door te brengen. In die periode nam Bart Allen zijn plaats in. Na Bart’s dood nam Wally de rol van Flash weer op zich.

### The New 52 en DC Universe Rebirth
In de reboot van het DC universum, The New 52, zag het ernaar uit dat Wally West nooit heeft bestaan. In juni 2014 werd een schijnbaar nieuwe interpretatie van Wally geïntroduceerd. Oorspronkelijk was hij de New 52 versie van het klassieke karakter, maar in DC Rebirth bleek dat hij het neefje was van de originele Wally. Allebei de neven zijn vernoemd naar hun grootvader, Wallace West.
In de DC Rebirth verhaallijn werd de originele Wally geherintroduceerd. Het bleek dat hij voor bijna tien jaar in de Speed Force vast zat, en dat iedereen hem was vergeten. Door voorafgaande gebeurtenissen in Justice League, kon Wally zich voor een korte tijd losmaken uit de Speed force om naar zijn voormalige vrienden uit te reiken. Elke poging mislukte, en toen zelfs Lina hem niet herkende, gaf hij het op. Hij besloot om met zijn laatste krachten voor Barry, de Flash, te verschijnen, en hem vaarwel te zeggen. Maar net voordat Wally verdween, herinnerde Barry hem, en wist hem uit los te krijgen van de Speed Force.
Wally slaagde erin om de Titans hem te laten herinneren, en als de Flash is hij nu een lid van de groep. De andere Wally West is een lid van de Teen Titans, onder leiding van Damian Wayne, als Kid Flash.

## Krachten
Wally beschikt zoals alle Flash’s over bovenmenselijke snelheid en reflexen. Aanvankelijk kon Wally slechts snelheden tot geluidssnelheid halen, maar nadat hij meer macht kreeg over de Speed Force kon hij ook lichtsnelheid bereiken.
Als Kid Flash kon Wally zijn moleculen dusdanig laten vibreren dat hij door vaste voorwerpen kon lopen en naar andere dimensies kon reizen. Als Flash werd deze kracht dusdanig versterkt dat elk voorwerp waar hij doorheen liep ontplofte door de trillingen.
Andere eigenschappen van Wally’s snelheid zijn:
- Hij laat geen geurspoor achter dat een bloedhond zou kunnen volgen;
- Hij kan over water lopen;
- Hij kan de zwaartekracht overwinnen en zo tegen muren oplopen;
- Hij kan een tornado maken door in rondjes te rennen;
- Snelheid stelen van anderen;
- Tijdreizen;
- Dusdanig vibreren dat hij onzichtbaar wordt.

## In andere media
- Wally deed mee als Kid Flash in The Superman/Aquaman Hour of Adventure.
- Wally had een gastrol in de serie Superman: The Animated Series in de aflevering "Speed Demons".
- Wally West was een vast personage in de series Justice League en Justice League Unlimited.
- De Kid Flash versie van Wally had een aantal gastoptredens in de serie Teen Titans.
- In de animatieserie Young Justice had Wally als Kid Flash een vaste rol. Zijn stem werd gedaan door Jason Spisak.
- In de mid-seizoensfinale van het tweede seizoen van The CW's The Flash debuteerde Wally West als Joe's verloren zoon. In seizoen 3 creëert Barry Allen middels tijdreizen een alternatieve tijdlijn genaamd Flashpoint, waarin niet Barry maar Wally een superheld is genaamd Kid Flash. Deze veranderingen worden door Barry weer ongedaan gemaakt, maar door toedoen van de schurk Dr. Alchemy krijgt Wally in de loop van seizoen 3 zijn krachten uit Flashpoint weer terug en wordt opnieuw Kid Flash.
- Wally kwam ook een paar keer voor in de serie "Teen Titans Go" en in de film "Teen Titans Go! To The Movies".